# Велі Саарінен
Велі Селім Саарінен (16 вересня 1902 — 12 жовтня 1969) — фінський лижник, учасник Олімпійських ігор 1928 та 1932 років.
У 1928 році він посів четверте місце на дистанції 18 км. Через чотири роки він виграв золото на 50 км і бронзу на 18 км, ставши першим фінським лижником, який виграв золоту олімпійську медаль. Проте найбільшого успіху він досяг на Чемпіонаті світу FIS Nordic Ski Championships, де виграв шість медалей між 1926 і 1934 роками, включаючи три золоті медалі.
На національному рівні Саарінен виграв лише два титули, понад 50 км у 1930–1931 роках. У 1934 році він припинив участь у змаганнях і згодом був тренером національних збірних Німеччини (1934–1937) та Фінляндії (1937–1968) з лижних гонок. У 1947–1968 роках він також обіймав посаду виконавчого директора Федерації лижного спорту Фінляндії.

## Результати з лижних гонок
Дані від Міжнародної федерації лижного спорту (FIS).

### Олімпійські ігри
- 2 медалі – (1 золота, 1 бронзова)

| Рік  | Вік | 18 км    | 50 км  |
| ---- | --- | -------- | ------ |
| 1928 | 25  | 4        | —      |
| 1932 | 29  | Бронзова | Золота |

### Чемпіонат світу
- 6 медалей – (3 золоті, 2 срібні, 1 бронзова)